# Джукаев, Магомед Абдулович
Магоме́д Абду́лович Джука́ев (род. 30 мая 1958, Джалка, Чечено-Ингушская АССР) — советский чеченский борец вольного стиля, мастер спорта СССР, Заслуженный тренер России.

## Биография
Родился в селе Джалка Гудермесского района Чечено-Ингушетии. После школы поступил в Серноводский сельскохозяйственный техникум. После первого курса был призван в армию. Служил в Ростовской спортивной роте, тренировался под руководством Дэги Багаева. Побеждал на всероссийских и международных соревнованиях, выполнил норматив мастера спорта СССР.
Окончил Смоленский институт физической культуры. Был направлен на работу в ДЮСШ Гудермесского района, где прошёл путь от тренера до директора. Подготовил более 30 мастеров спорта СССР и России. Является первым вице-президентом Федерации спортивной борьбы Чеченской Республики. В 2011 году ему было присвоено звание «Заслуженный тренер России».

## Известные воспитанники
- Расул Джукаев (1984) — сын и ученик Магомеда Джукаева, чемпион России, призёр чемпионатов Европы и мира.